# Rolf Bengtsson
Rolf Oskar Lorentz Bengtsson, Roffe Bengtsson, född 6 juni 1931 i Malmberget, Gällivare socken, död 23 oktober 1976 i Täby, Stockholms län, var en svensk skådespelare, komiker och sångare.

## Biografi
Bengtsson gjorde filmdebut redan som 14-åring i Elof Ahrles Sextetten Karlsson. Hans revykarriär började i Hälsingborgsrevyn. 1962 engagerades han till Knäppupp-revyn Dax igen. Från 1964 till 1975 medverkade han i Kar de Mumma-revyn på Folkan i Stockholm där han utvecklades till komiker och monologartist, från att ursprungligen huvudsakligen ha varit kuplettsångare. Flera av Roffe Bengtssons monologer räknas som svenska humorklassiker; hit hör till exempel Elisabeth, Dagen efter kvällen innan, Raketbränslet och Ytlänningen. 
Bengtsson var en av pionjärerna inom ståuppkomiken i Sverige, med en omfattande turnéverksamhet. Han uppträdde i krogshower och turnerade i folkparkerna, ibland tillsammans med revykompisen Lasse Berghagen. Det var dock främst genom tv han nådde berömmelse och uppskattning med en humor som hade en mycket tydlig svart klangbotten, en blandning av misantropi och "storsvensk glädjelöshet", som märktes klart i hans tv- och filmroller. Bland hans förebilder kan nämnas den amerikanske satirikern Lenny Bruce.
Bengtsson medverkade i flera underhållningsprogram i TV, bland annat Partaj och Pratmakarna. Han hade  1974 en egen tv-show med namnet Bengtssons vansinniga värld. Han kan höras i svensk TV varje julafton; det är han som har lånat sin röst till björnen Baloo i dennes sångnummer (bland annat Var nöjd med allt som livet ger) i den tecknade Disney-filmen Djungelboken. Han gjorde även rösten till trubaduren Allan i Dalen i Disney-filmen Robin Hood. Med sin röst medverkade han också i barnprogrammet Fablernas värld.
Tonsättaren och organisten Peter Bengtson, född 1961, är son till Rolf Bengtsson.
Rolf Bengtsson avled av en stroke 1976. Han är begravd på Täby norra begravningsplats.

## Filmografi i urval
- 1945 – Sextetten Karlsson
- 1953 – Fartfeber
- 1963 – Tre dar i buren
- 1964 – Åsa-Nisse i popform
- 1964 – Svenska bilder
- 1964 – Är du inte riktigt klok?
- 1965 – Pang i bygget
- 1965 – Calle P
- 1965 – För tapperhet i tält
- 1965 – Festivitetssalongen
- 1966 – Adamsson i Sverige
- 1968 – I huvet på en gammal gubbe
- 1968 – Agent 0,5 och kvarten – fattaruväl!
- 1968 – Freddy klarar biffen
- 1968 – Djungelboken (sångröst till Baloo)
- 1969 – Hur Marie träffade Fredrik, åsnan Rebus, kängurun Ploj och...
- 1972 – Firmafesten
- 1972–1974 – Bröderna Malm (TV-serie)
- 1973 – Baksmälla
- 1973 – Robin Hood (röst till Allan i dalen)
- 1975 – Flåklypa Grand Prix (röst till Ludvig)
- 1975 – Champagnegalopp
- 1976 – Engeln II (TV-serie)
- 1976 – Kar de Mummas julblandning

## Teater

### Roller
| År   | Roll        | Produktion                                   | Regi                    | Teater             |
| ---- | ----------- | -------------------------------------------- | ----------------------- | ------------------ |
| 1960 | Medverkande | Skräck och skratt, revy Bengt Linder         | Sven Paddock            | Casinoteatern      |
| 1962 | Medverkande | Dax igen Povel Ramel                         | Herman Ahlsell          | Idéonteatern Turné |
| 1963 | Ted         | Se men inte höra Peter Shaffer               | Hasse Ekman Gösta Ekman | Intiman            |
| 1964 | Medverkande | Stockholmare, vet du vaad, revy Kar de Mumma | Jackie Söderman         | Folkan             |
| 1968 | Medverkande | Kar de Mummas nyårsrevy, revy Kar de Mumma   | Hasse Ekman             | Folkan             |
| 1968 | Q-hunden    | Varför är det så ont om Q? Hans Alfredson    | Lars-Erik Liedholm      | Dramaten           |
| 1971 | Medverkande | Kar de Mummas nyårsrevy, revy Kar de Mumma   | Hasse Ekman             | Folkan             |

### Webbkällor
- S B-l (1 oktober 1960). ”'Skräck och skratt' på Casino”. Dagens Nyheter:  s. 14. http://arkivet.dn.se/arkivet/tidning/1960-10-01/267/14. Läst 21 januari 2016.
- S B-l (13 december 1962). ”Jubelknäppen: Oskuld med stimulerande arsenikdoft”. Dagens Nyheter:  s. 14. http://arkivet.dn.se/arkivet/tidning/1962-12-13/338/14. Läst 21 januari 2016.
- Hemsida till minne av Rolf Bengtsson
- Hanserik Hjertén (7 januari 1971). ”Tvetydig, ojämn KdeM-revy”. Dagens Nyheter:  s. 15. https://arkivet.dn.se/tidning/1971-01-07/5/18. Läst 25 maj 2019.
- Barbro Hähnel (10 maj 1964). ”Kar de Mummas stjärnstall”. Dagens Nyheter:  s. 23. http://arkivet.dn.se/arkivet/tidning/1964-05-10/125/23. Läst 22 augusti 2015.
- "Rolf Bengtsson". NE.se. Läst 10 juli 2013.
- "Rolf Bengtsson". Svensk Filmdatabas. Läst 10 juli 2013.
- "Rolf Bengtsson - Biografi". Svensk Filmdatabas. Läst 10 juli 2013.
- SvenskaGravar